# Алмирос (дим)
Алмиро́с (греч. Δήμος Αλμυρού) — община (дим) в Греции. Входит в периферийную единицу Магнисия в периферии Фессалия. Население 18 614 человек по переписи 2011 года. Площадь общины — 905,364 квадратного километра. Плотность — 20,56 человека на квадратный километр. Административный центр — Алмирос. Димархом на местных выборах в 2014 году избран Димитриос Эсеридис (Δημήτριος Εσερίδης).
Община Алмирос создана в 1883 году (ΦΕΚ 126Α). Сообщество Алмирос создано и упразднена община в 1912 году (ΦΕΚ 262Α), в 1947 году (ΦΕΚ 9Α) вновь создана община. В 2010 году (ΦΕΚ 87Α) по программе «Калликратис» к общине Алмирос присоединены упразднённые общины Птелеос и Сурпи, а также сообщество Анавра.

## Административное деление

Административное деление общины:
1 — Алмирос
2 — слева направо: Анавра, Сурпи, Птелеос

Община (дим) Алмирос делится на четыре общинные единицы.